# Лазар Добрич
Лазар Иванов Добрич е български цирков артист, педагог и режисьор, един от най-изтъкнатите дейци на българското цирково изкуство, допринесъл за развитието и международния му авторитет.

## Биография
Лазар Добрич е роден в софийското село Равно поле. Брат му Александър Добрич също е цирков артист, както и борец и атлет.
На 18 години Лазар Добрич печели стипендия в политехническото училище в Ание, Франция, но скоро след това напуска и се присъединява към цирковата трупа на румънския гимнастик Димитреску, с която дебютира на 1 октомври 1897 г. в Брюксел и в която играе до 1901 г.
През 1905 г. в берлинския цирк „Шуман“ Добрич представя за първи път номера си „Трапецът за смъртта“, с изобретен от него уред, навлязъл по-късно широко в цирковата практика. До началото на Първата световна война Добрич гастролира из Европа, Азия и Северна Америка с цирковете „Барнум Байлай“, „Браун“, „Волнер“, „Пиерантони“, „Ренц“, „Хамершмит“, „Чинизели“ и други. След края на войната започва активна циркова дейност и в България.
През 1919 г. заедно с брат си Александър, Лазар построява в София цирк „Колизеум“, съществувал до 1926 г. и започва да се изявява като цирков педагог. Между 1933 и 1941 г. е редактор на вестник „Цирков глас“. През 1933 г. създава и цирк „Роял – Добрич“, чийто директор е до 1948 г., когато циркът е одържавен и приема името „Родина“. Лазар Добрич остава негов директор до 1956 г.
В периода 1956 – 1961 г. е назначен за главен режисьор в дирекция „Български циркове“.
Педагогическата дейност на Добрич е интензивна и плодотворна. Голяма част от цирковите артисти в следвоенна България излизат именно от неговата школа. През 1950 г. основава мъжка акробатична и гимнастична трупа (съществувала до 1965 г.), а през 1958 г. – и женска акробатична трупа (до 1972 г.) Добрич е автор на номерата „Жокейска езда“, „Отвесни въжета“, „Петорен трапец“, „Перш“, „Стълба на крака“, „Танц върху опъната тел“.
Той и трупите му са носители на множество награди. През 1950 г. получава Димитровска награда, а шест години по-късно става единственият българин, удостоен с най-високото световно отличие „сеньор“ в областта на цирковото изкуство. Посмъртно издадени са две книги на Лазар Добрич:
- 1971 – „Смъртният скок“ (автобиографичен роман)
- 1973 – „С цирка по света“ (спомени).